# С 5 до 7. Время любовников
«С 5 до 7. Время любовников» — американская мелодрама 2014 года режиссёра Виктора Левина. Премьера состоялась на международном кинофестивале Трайбека 19 апреля 2014 года. 

## Сюжет
Молодой 24-летний клерк Брайан (Антон Ельчин), проживающий в Нью-Йорке, пытается заняться беллетристикой.
Однажды он встречает на улице красивую француженку по имени Ариэль (Беренис Марло) и знакомится с ней. Они понравились друг другу с первого взгляда. В ходе беседы Ариэль говорит Брайану, что ей 33 года, она замужем за французским дипломатом и у неё двое детей. Воспитанный в пуританских традициях еврейской семьи Брайан, ошеломлённый таким поворотом дел, оказывается в растерянности. Ариэль объясняет ему, что у неё с мужем свободные отношения и что её муж встречается с любовницей Джейн (Оливия Тирлби), с которой она хорошо знакома. Ариэль предлагает Брайану встречаться с ней с 5 до 7 вечера. По её словам, во французском обществе у супругов это время предназначено для свободного времяпровождения.
Прождав три недели, Брайан всё же решается на встречу с Ариэль. В ходе дальнейшего общения Ариэль предлагает Брайану познакомиться с её мужем Валери (Ламбер Вильсон) и детьми, упомянув о том, что им уже известно об их отношениях. На званом ужине Брайан знакомится с Джейн, любовницей Валери, которая работает помощником хозяина издательского дома. Джейн удаётся организовать публикацию первого рассказа Брайана.
Брайан решается познакомить своих родителей (Фрэнк Лангелла и Гленн Клоуз) с Ариэль, чем приводит к сильным смешанным чувствам.
Свободное время Брайан проводит с детьми Ариэль и учит их бейсболу.
Получив гонорар за первый опубликованный рассказ, Брайан покупает на все деньги обручальное кольцо и делает предложение Ариэль стать его женой. Ариэль, расставаясь, отвечает отказом и в письме сообщает ему, что не может так поступить, и просит Брайана не искать её. Брайан через швейцара гостиницы, в которой они встречались, передаёт ей обручальное кольцо. Джейн помогает Брайану в публикации книг и в знак солидарности с Брайаном расстаётся с Валери.
Проходит несколько лет. Брайан становится состоявшимся писателем. Он женился и воспитывает сына. Однажды с женой и сыном, прогуливаясь по городу, они встречают Валери и Ариэль с детьми. Улучив момент, Ариэль снимает перчатку с руки и показывает Брайану подаренное им обручальное кольцо.

## В ролях
| Актёр          | Роль             |
| -------------- | ---------------- |
| Антон Ельчин   | Брайан Блум      |
| Беренис Марло  | Ариэль Пирпорт   |
| Ламбер Вильсон | Валери Пирпорт   |
| Фрэнк Лангелла | отец Брайана     |
| Гленн Клоуз    | мать Брайана     |
| Оливия Тирлби  | Джейн Хастингс   |
| Эрик Штольц    | Джонатан Галасси |